# Condado de Webster (Kentucky)
O Condado de Webster é um dos 120 condados do estado americano de Kentucky. A sede do condado é Dixon, e sua maior cidade é Providence. O condado possui uma área de 869 km² (dos quais 2 km² estão cobertos por água), uma população de 14 120 habitantes, e uma densidade populacional de 7 hab/km² (segundo o censo nacional de 2000). O condado foi fundado em 1860. O condado proíbe a venda de bebidas alcoólicas.